# Tecnam P2010
Le Tecnam P2010, aussi appelé Tecnam P-TwentyTen, est un avion léger du constructeur italien Tecnam.

## Histoire
Le Tecnam P2010 est un avion à ailes hautes avec haubans de 4 places. Le fuselage est en fibre de carbone tandis que les ailes et les gouvernes sont en métal. L'accès à bord se fait par 3 portes, deux à l'avant et une à l'arrière côté droit.
Il est équipé du moteur Lycoming IO-360 ou, en option, du Lycoming IO-390. L'avionique se compose du Garmin G1000 NXi et du pilote automatique GFC 700.
Le premier vol a lieu le 12 avril 2012. L'avion est certifié par l'EASA le 26 septembre 2014.
Une version diesel équipée du moteur Continental CD-170 est annoncée le 27 mai 2020. Cette version est certifiée le 8 octobre 2020.

## Modèles
P2010 180 ch
Moteur Lycoming IO-360-M1A (38 l/h).
P2010 215 ch
Moteur Lycoming IO-390-C3B6 (42 l/h).
P2010 170 TDI
Moteur Continental CD-170 (20 l/h).
Gran Lusso
Moteur Continental CD-170. Version grand luxe avec sellerie en cuir, inserts en carbone et LED intégrées aux saumons des ailes.